# Puerto Balís
Puerto Balís es un puerto deportivo situado en el municipio de San Andrés de Llavaneras, en la Costa del Maresme de la provincia de Barcelona, España. A 4 km de la ciudad de Mataró. Es gestionado por el Club Náutico El Balís.
El canal de la bocana es de 4,5 m de promedio, en el resto del puerto la sonda se encuentra entre 3,5 y 2,5 m. En cualquier caso a la llegada a las instalaciones podrá informar al control central por VHF canal 6 de las condiciones en que se encuentra su embarcación, para su amarre en el pantalán más adecuado a sus características.